# Santa Ana megye
Santa Ana Salvador egyik megyéje. Az ország északnyugati részén terül el. Székhelye Santa Ana.

## Földrajz
Az ország északnyugati részén elterülő megye nyugaton Guatemalával, északon egy rövid szakaszon Hondurasszal, keleten Chalatenango, délkeleten La Libertad, délen Sonsonate, délnyugaton pedig Ahuachapán megyével határos. A guatemalai határon található a Güija-tó, a megye déli részén pedig a Coatepeque-tó.

## Népesség
Ahogy egész Salvadorban, a népesség növekedése Santa Ana megyében is gyors. A változásokat szemlélteti az alábbi táblázat:
| Év   | Lakosság |
| ---- | -------- |
| 1971 | 335 853  |
| 1992 | 458 587  |
| 2007 | 523 655  |

## Képek

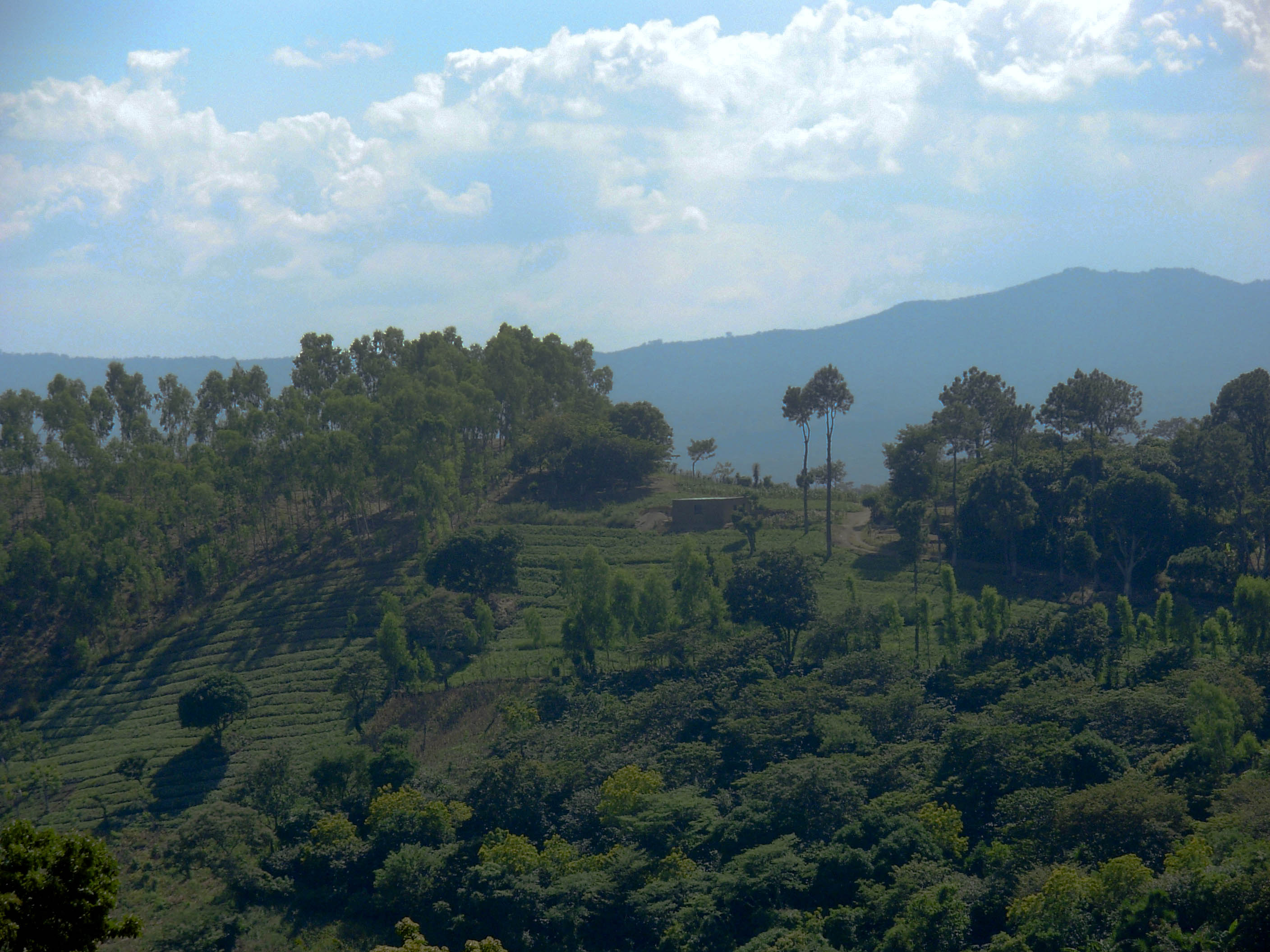
Tájkép
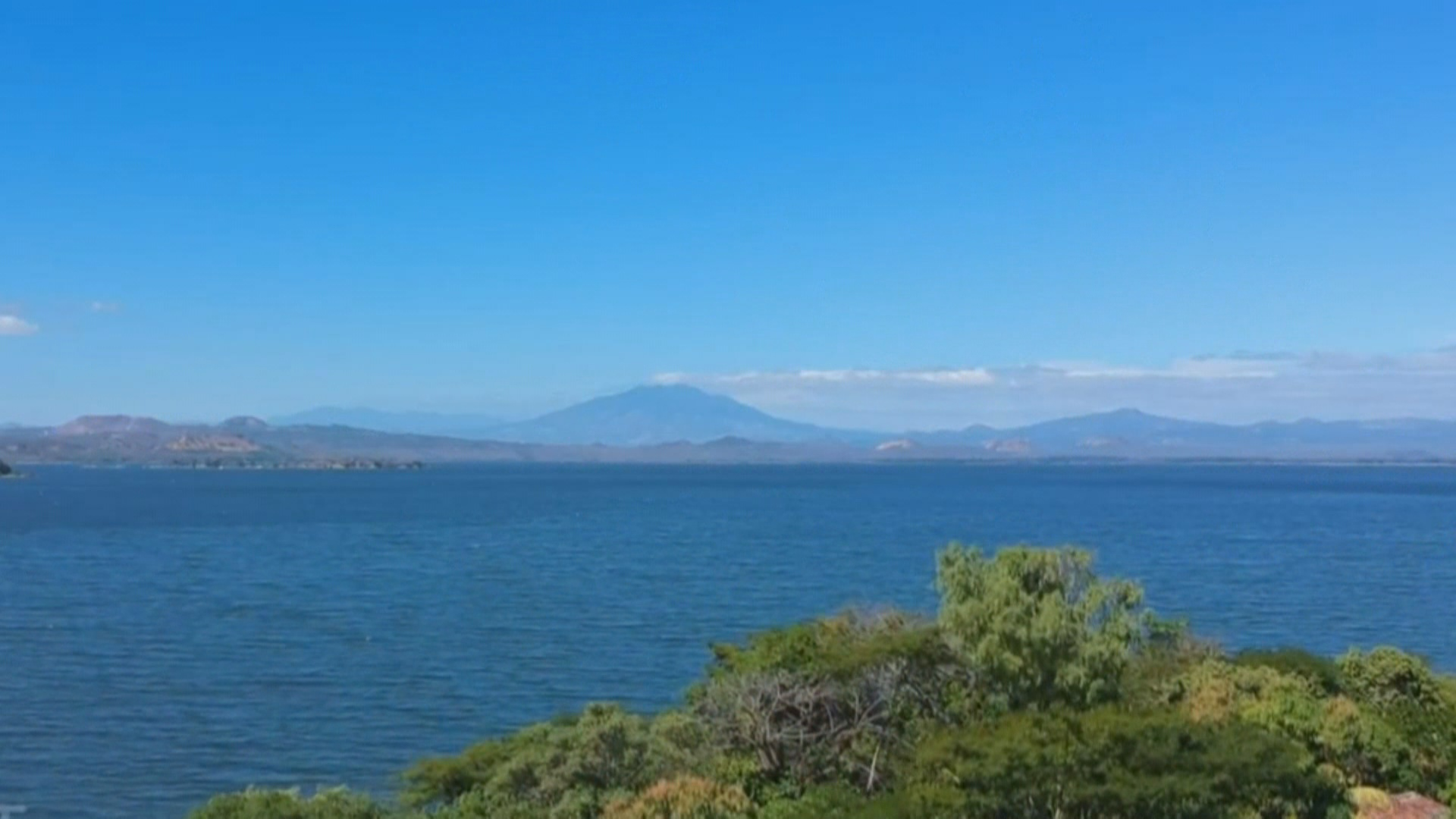
A Güija-tó
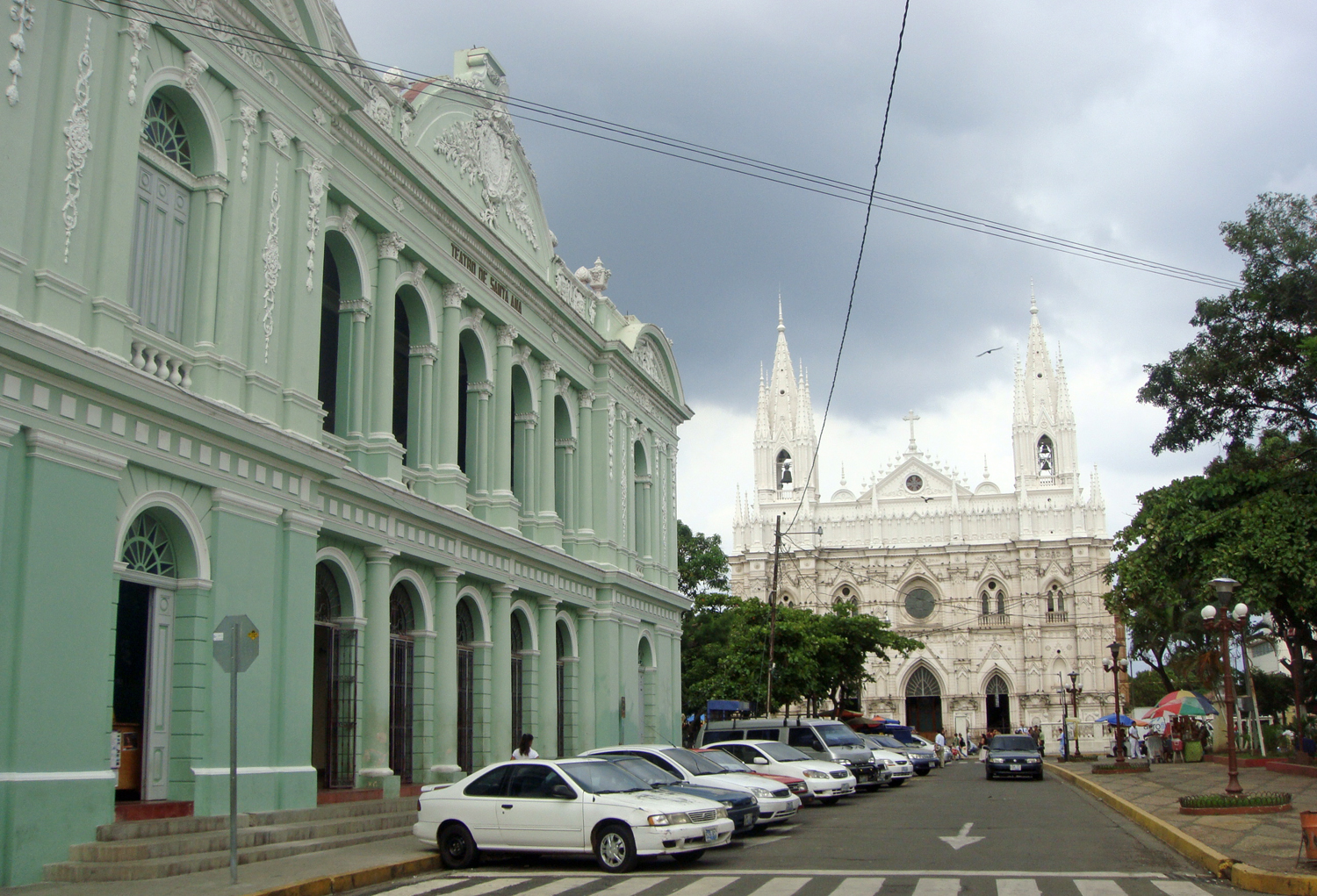
A megyeszékhely színháza és székesegyháza
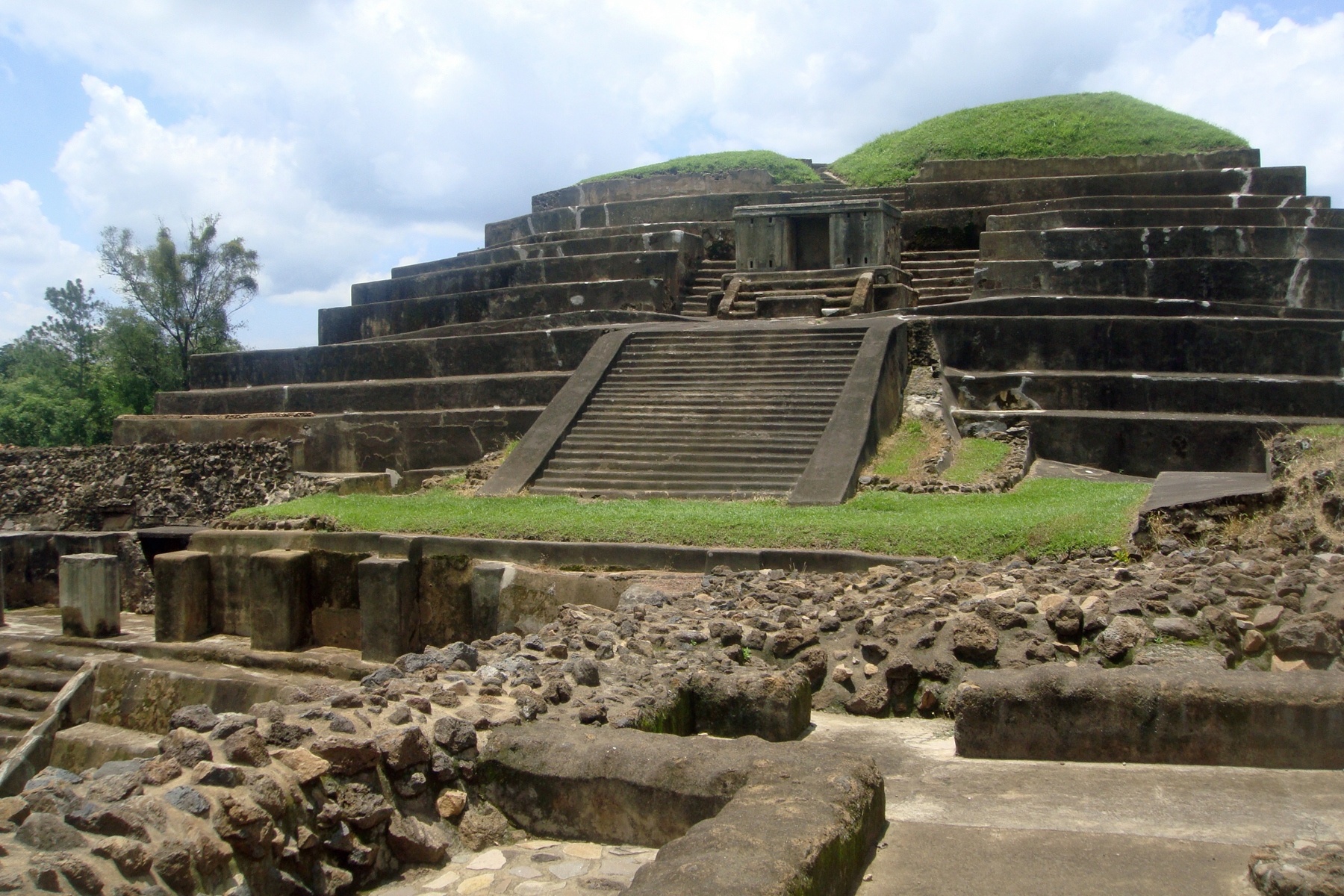
Tazumal maja régészeti lelőhely